# Gmina Grand River (hrabstwo Adair)
Gmina Grand River (ang. Grand River Township) – gmina w USA, w stanie Iowa, w hrabstwie Adair. Według danych z 2020 roku gmina miała 140 mieszkańców.